# 平型关镇
平型关镇，原为横涧乡，是中华人民共和国山西省忻州市繁峙县下辖的一个乡镇级行政单位。因横涧村居盆地中央，滹沱河由东向西横贯全境，得名横涧。1958年建横涧公社，1984年10月改称横涧乡。2019年，撤乡设平型关镇。

## 行政区划
平型关镇下辖以下地区：
西连仲村、东连仲村、东庄村、小屯村、辛庄村、白坡头村、云雾峪村、石塘沟村、孤山村、前所村、横涧村、小西沟村、平型关村、东淤地村、西沟湾村、东水沟村、桥儿沟村、朴子沟村、河家洼村、麻黄沟村、孤山铺村、磨峪沟村、西跑池村、大柳树村和四道沟村。

## 中国传统村落
平型关村获评“中国传统村落”。